# دهنه چهارده
دهنه چهارده (به لاتین: Dahan-e Chahar Deh) یک منطقهٔ مسکونی در افغانستان است که در ولایت بامیان واقع شده‌است.